# Внегалактическая планета

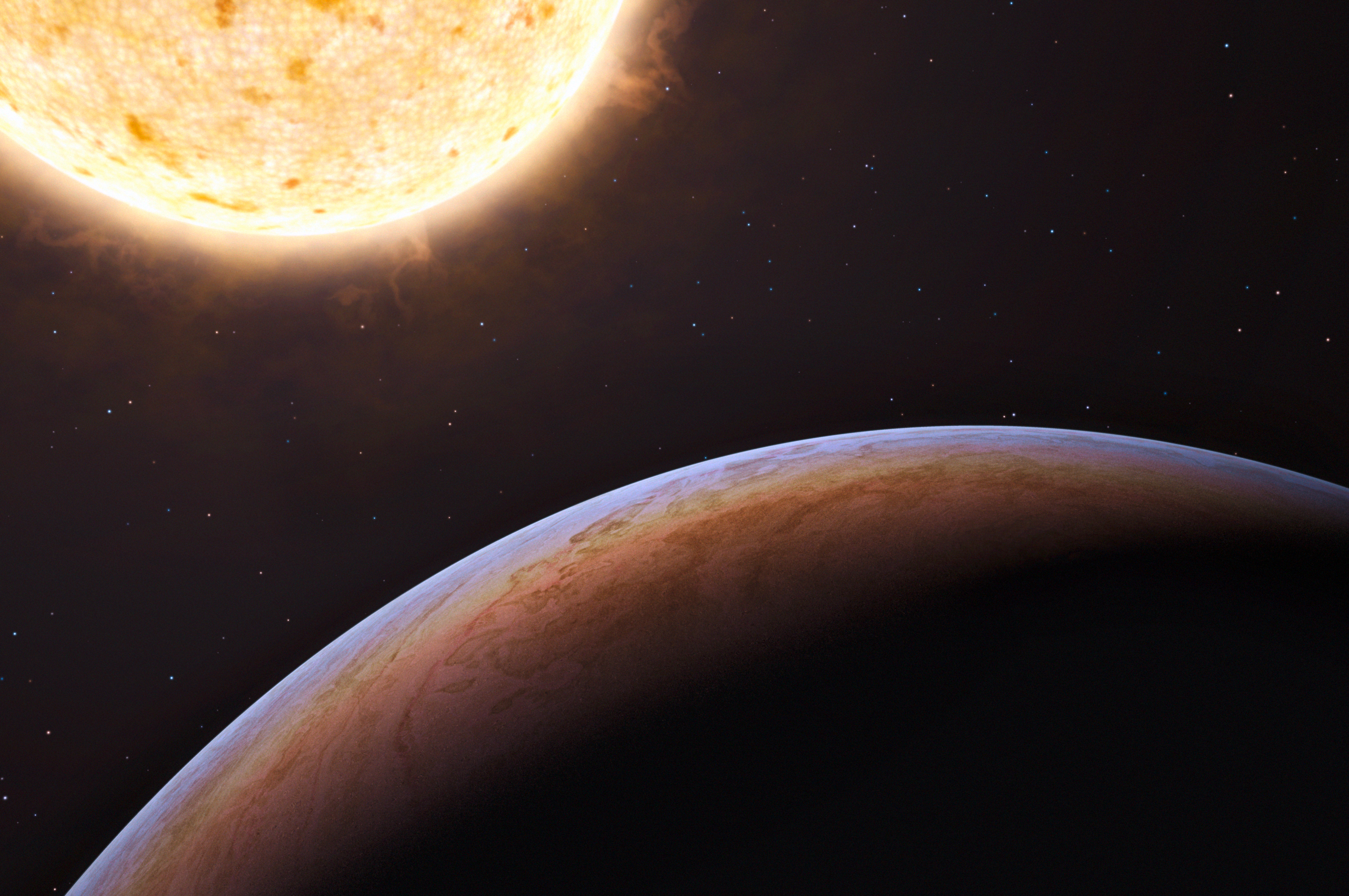
HIP 13044 b, первая открытая планета внегалактического происхождения (в представлении художника).

Внегалакти́ческая плане́та — планета, находящаяся вне галактики Млечный Путь. Также может обозначаться термином «внегалактическая экзопланета».

## Планета, наблюдаемая в связи с системой Двойного квазара
Эффект микролинзирования в системе Двойного квазара впервые был обнаружен Рудольфом Шилдом в 1996 году. Этот эффект наблюдался в доле «А» искажённого гравитационным линзированием изображения квазара. Этот эффект был объяснён искажением, которое вызывает планета массой в 3 массы Земли, находящаяся в линзирующей галактике YGKOW G1. Так впервые была теоретически предсказана внегалактическая планета. Однако при повторных наблюдениях указанный эффект обнаружен не был. Предсказанная планета находится от Земли на расстоянии в 4 миллиарда световых лет.

## Планеты в галактике-линзе квазара RX J1131–1231
Проанализировав рентгеновское излучение 3 из 4 видимых на Земле изображений квазара RX J1131-1231, астрономы выявили смещение определённых линий в спектре, что свидетельствует о наличием большого количества экзопланет в галактике-линзе, расположенной на расстоянии 3,8 млрд световых лет от Солнца.

## Планеты в галактике Андромеды
Предполагаемая внегалактическая планета была обнаружена в галактике Андромеды — ближайшей к нам галактике-гиганте. Она была открыта благодаря производимому ею гравитационному микролинзированию. Характер гравитационных искажений света указывает на звезду со спутником меньшего размера (в 6—7 масс Юпитера). Это — первая планета, теоретически предсказанная в галактике Андромеды.

## HIP 13044 b
HIP 13044 — звезда, находящаяся на расстоянии приблизительно 2000 световых лет от Солнечной системы (то есть ещё в пределах галактики Млечный Путь). Около этой звезды была обнаружена экзопланета HIP 13044 b. Эта звезда является частью так называемого звёздного потока Хелми. Он же, в свою очередь, представляет собой остатки небольшой галактики, которая, столкнувшись с галактикой Млечный Путь, была разорвана и поглощена нашей галактикой около 6 миллиардов лет назад. Возраст звезды HIP 13044 превышает 6 миллиардов лет. То есть эта звезда и её планета сформировались в другой галактике, которая вращалась вокруг Млечного Пути или случайно проходила от него слишком близко. Это значит, что вращающаяся вокруг этой звезды планета HIP 13044 b когда-то была внегалактической планетой. Эта планета почти наверняка была поглощена своей звездой, когда та находилась в стадии красного гиганта, и, таким образом, провела несколько миллионов лет внутри звезды.

## M51-ULS-1 b
В сентябре 2020 года было объявлено об обнаружении в галактике Водоворот кандидата в экзопланеты M51-ULS-1 b, вращающейся вокруг массивной рентгеновской двойной звезды M51-ULS-1. Планета была обнаружена затмениями рентгеновского источника (XRS), который состоит из звёздного остатка (нейтронной звезды или чёрной дыры) и массивной звезды, вероятно, сверхгиганта B-типа. Планета была бы немного меньше Сатурна и вращалась бы на расстоянии нескольких десятков а.е. от центра масс рентгеновской двойной звезды.